# 納西布邊境管制站
納西布邊境管制站（阿拉伯语：‎），也被稱為賈比爾邊境管制站，是位於敘利亞和約旦之間的國際邊境管制站。它是敘利亞最繁忙的邊境管制站之一，位於敘利亞的納西布，靠近大馬士革和安曼之間的國際公路。這是敘利亞出口到約旦和海灣國家的主要通道。 2015年4月，自由敘利亞軍和征服沙姆陣線在納西布邊境管制站戰役中控制了該管制站。2018年7月6日，敘利亞政府軍在2018年敘利亞南部攻勢中重新奪回了納西布邊境管制站。
納西布邊境管制站於2018年10月15日正式重新開放。
由於COVID-19大流行和2021年德拉衝突，該管制站於2020年再次關閉，但在2021年9月29日重新開放。
2024年12月6日，由於敘利亞反對派在2024年敘利亞南部攻勢中重新奪回了此管制站，約旦再次關閉了與敘利亞的邊境。